# Robot 08
Il Robot 08 o Rb 08 fu un missile antinave di costruzione svedese, entrato in servizio nel 1967 per equipaggiare le unità navali e le batterie di artiglieria costiera della Svenska marinen.
Uno dei primi missili antinave imbarcati a entrare in servizio, il Rb 08 derivava dal drone-bersaglio CT20 della francese Nord Aviation, riadattato a uso militare ed equipaggiato con un sistema radar di guida terminale dalla svedese Saab. Furono prodotti 98 esemplari del missile, sia in versione lanciabile da terra per le batterie del corpo di artiglieria costiera svedese (Kustartilleriet) ch in versione imbarcata per equipaggiare i nuovi cacciatorpediniere della classe Halland. Il missile rimase in servizio fin verso il 1995, quando fu rimpiazzato dal più moderno RBS-15.

## Storia

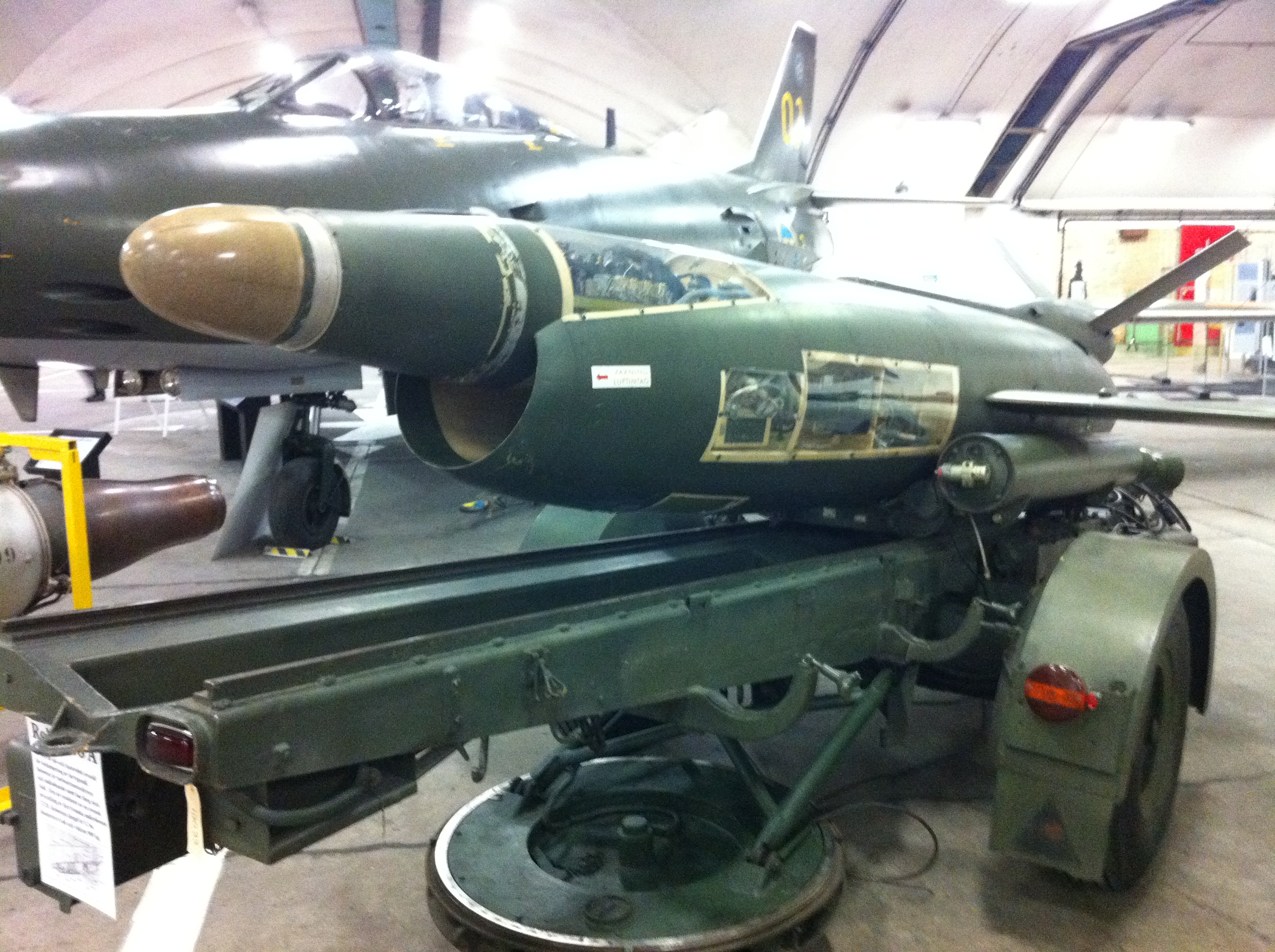
Un Rb 08 su rampa terrestre esposto al museo dell'Aeronautica svedese

Le forze armate svedesi mossero i primi passi in materia di missilistica militare già sul finire della seconda guerra mondiale, sfruttando lo studio dei prototipi dei missili tedeschi V1 e V2 precipitati nella Svezia meridionale durante dei lanci di prova tra il 1943 e il 1944; questi studi conobbero poi ulteriori progressi subito dopo la conclusione del conflitto, quando nell'ambito di un programma di scambio tecnologico gli svedesi ricevettero dal Regno Unito ulteriore materiale relativo alle V1 oltre a un sistema di guida completo. La Marina militare svedese si rivelò subito molto interessata a questa categoria di armamenti, vista non solo come una valida e tecnologicamente avanzata alternativa ai tradizionali siluri ma anche come un utile modo per compensare l'inferiorità numerica delle unità della Svenska marinen rispetto ai suoi più probabili avversari nel Mar Baltico. Gli svedesi furono dei pionieri, in particolare, per quanto riguardò l'imbarco di sistemi missilistici antinave su unità navali leggere e manovriere come i cacciatorpediniere, considerate come tatticamente avvantaggiate da questo tipo di armamento qualora si fossero ritrovate ad affrontare avversari armati solo di artiglierie.
Lo sviluppo dei primi sistemi missilistici svedesi fu affidato a un consorzio di industrie private nazionali, comprendente la Saab per quanto riguardava il progetto complessivo, la AB Ljungströms Ångturbin per lo sviluppo dei propulsori e la Bofors per quello dei sistemi di lancio. Nel giugno 1946 vide quindi la luce il Robot 310 (Rb 310), un missile antinave lanciabile da terra tramite catapulta e guidato da un autopilota elettropneumatico; il pilota automatico, come pure il sistema di propulsione basato su un pulsoreattore, erano derivati direttamente dalle V1 tedesche. Nel settembre 1947 la Marina avviò gli studi per ulteriori modelli perfezionati dell'arma, dotati di sistema di guida radar e ottimizzati per l'imbarco sui nuovi cacciatorpediniere in fase di progettazione (la futura classe Halland); questi studi portarono infine, nei primi anni 1950, alla progettazione del missile Robot 315 (Rb 315), il cui primo lancio fu effettuato nel gennaio 1954. Il Rb 315 costituiva fondamentalmente una copia migliorata del V1 tedesco, ma dotato di un sistema radar di ricerca del bersaglio e un razzo acceleratore che consentiva il suo impiego da una corta rampa di lancio. L'Rb 315 (e il gemello Rb 316, ottimizzato per l'impiego da batterie costiere a terra) fu prodotto in 193 esemplari e imbarcato sui due nuovi cacciatorpediniere classe Halland, divenendo insieme al sovietico P-1 uno dei primi missili antinave imbarcati a entrare in servizio; le prestazioni dell'ordigno si rivelarono però piuttosto deludenti alle prove, e il suo sviluppo venne fondamentalmente bloccato nel 1957 in particolare per i limiti tecnologi messi in luce dal sistema propulsivo a pulsoreattore.

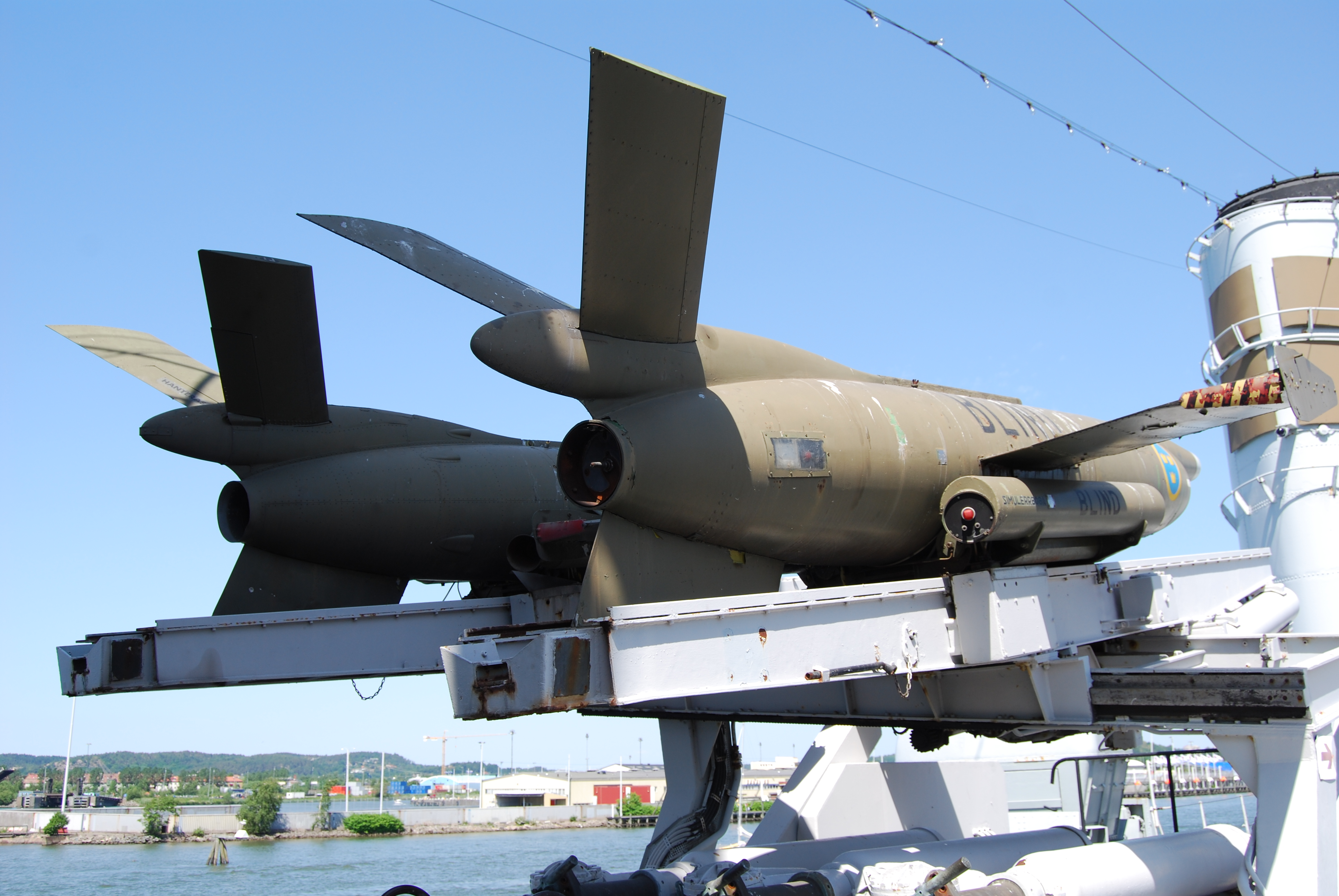
Due Rb 08 sulle rampe di lancio del cacciatorpediniere Småland, conservato come nave museo dopo la radiazione dal servizio

Il sostanziale fallimento del Rb 315 spinse la Svenska marinen a cercare un sostituto, rivolgendosi anche a ditte estere. Nel 1959 la Marina iniziò a interessarsi al CT20, un drone bersaglio radiocomandato a propulsione a turbogetto, prodotto dalla ditta francese Nord Aviation. Il drone si prestava bene a essere trasformato in un ordigno antinave dalle caratteristiche interessanti, e i primi progetti in tal senso furono avviati nel 1959; l'ordigno, con la designazione provvisoria di M20, eseguì i primi lanci sperimentali quello stesso anno in un poligono del Mar Mediterraneo, mettendo però subito in luce diversi problemi per quanto riguardava il sistema di guida radar. Nel 1962 la Saab concluse un accordo di cooperazione con la Nord Aviation: gli apparati e gli esemplari di pre-serie del missile (ora denominato Robot 08 o Rb 08) sarebbero stati costruiti dalla ditta francese, mentre la Saab si sarebbe occupata dell'assemblaggio in serie del prodotto finito. Un primo ordine di costruzione di 80 Rb 08 fu siglato a favore della Saab nel 1964, ma una nuova campagna di lanci sperimentali eseguita tra il 1965 e il 1966 dimostrò che i problemi al sistema di guida non erano stati risolti. Solo nel 1967 la Saab riuscì ad apportare le modifiche necessarie a rendere il missile pienamente operativo, e l'entrata in servizio ufficiale del Rb 08 con le forze armate svedesi fu quindi decretata nell'autunno dello stesso anno; l'imbarco degli Rb 08 sui cacciatorpediniere classe Halland aveva avuto inizio già nel 1966, mentre la prima batterie costiera armata con il nuovo missile fu attivata nel 1968.
La produzione del Rb 08 proseguì fino al 1970, concludendosi con l'assemblaggio complessivo di 98 esemplari del missile. Fu avviata la progettazione di un modello migliorato, designato come Rb 08B, dotato di sistema di guida più avanzato e gittata aumentata, ma nessuna produzione fu avviata anche per via del mutato clima complessivo: i tagli alla difesa stabiliti dai governi svedesi di fine anni 1960 colpirono duramente il bilancio della Marina, costretta ad avviare la dismissione delle unità navali di grosso tonnellaggio e a ristrutturare la flotta su navi di più ridotte dimensioni; il missile Rb 08 era troppo ingombrante per essere imbarcato su scafi di piccolo tonnellaggio, e in generale l'accento venne spostato verso i sistemi missilistici lanciati da aerei. Lo sviluppo dei missili antinave imbarcati riprese in Svezia solo nel 1978, portando quindi all'adozione nei primi anni 1980 del missile RBS-15 che andò a equipaggiare le nuove corvette classe Stockholm e classe Göteborg impostate in quegli anni; dopo la radiazione dei due cacciatorpediniere classe Halland tra il 1984 e il 1985, l'Rb 08 rimase in dotazione alle batterie dell'artiglieria costiera almeno fino al 1995, quando fu ritirato dal servizio.

## Caratteristiche

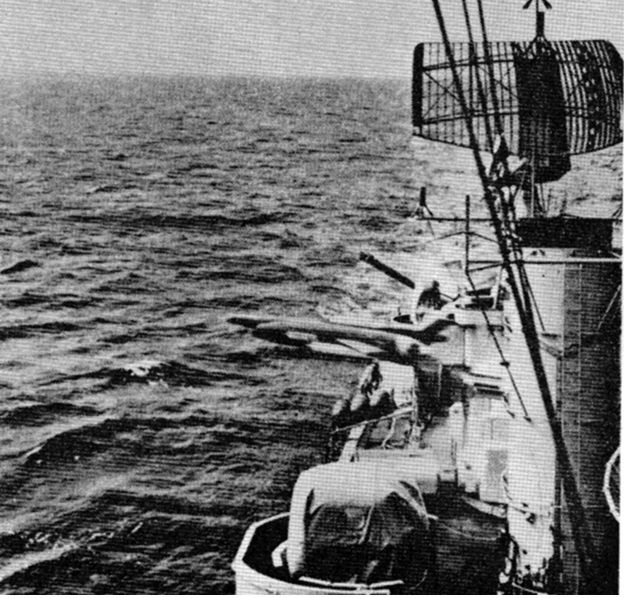
Un Robot 08 fotografato al momento del lancio dalla rampa del cacciatorpediniere Halland

Il Rb 08 era un missile superficie-superficie monoplano, con un fusto dotato di ali a freccia positiva e due timoni direzionali a V. Il corpo del missile era lungo 5,72 metri, largo (con le ali ripiegate) 1,35 metri e con un diametro massimo di 0,66 metri; con le ali aperte l'apertura alare raggiungeva i 3,01 metri. Il lancio era eseguito da una semplice rampa, e avveniva per mezzo dell'accensione di due razzi a propellente solido attaccati alla parte ventrale del missile; due secondi dopo il lancio i razzi si staccavano ed entrava in funzione il turbogetto del missile. Il peso al lancio era di 1 215 chilogrammi, di cui 315 rappresentati dai due razzi ausiliari.
Il turbogetto (un Turbomeca Marboré IID) spingeva il missile fino a una velocità di crociera di 900 km/h circa; la portata massima era di circa 70 chilometri. Dopo un'iniziale cabrata il missile scendeva alla quota di volo preimpostata prima del lancio; arrivato a una distanza prefissata dal bersaglio, il missile attivava il sistema radar interno che lo guidava nella fase terminale del volo. La testa esplosiva dell'ordigno conteneva 250 chilogrammi di alto esplosivo.